# شتات بيلاروسي

خريطة تظهر توزع الشتات البيلاروسي حول العالم (تشمل الأشخاص المنحدرين من أصول بيلاروسية أو الحاملين للجنسية البيلاروسية).
بيلاروس
+ 100,000
+ 10,000
+ 1,000

يشير الشتات البيلاروسي (بالبيلاروسية: Беларуская дыяспара) إلى المهاجرين الذين تنحدر أصولهم إلى بيلاروس بالإضافة إلى ذريتهم.
يتراوح عدد المنحدرين من أصول بيلاروسيَّة ممن يعيشون خارج أراضي جمهورية بيلاروس ما بين 2.5 إلى 3.5 مليون شخص بحسب تقديرات عدد من الباحثين. يشمل هذا العدد أولئك المنحدرين من المهاجرين الاقتصاديين خلال أواخر القرن التاسع عشر ومطلع القرن العشرين، والمهاجرين خلال فترة الحرب العالمية الثانية، وموجة الهجرة التي بدأت في عام 1990 وظلت مستمرة حتى الوقت الحاضر. يمثل الأشخاص الذين هاجروا بصورة داخلية ضمن الاتحاد السوفيتي قبل عام 1991 ممن أقاموا في الدول التي قامت بعد تفكك الاتحاد السوفيتي جزءًا آخر من الشتات البيلاروسي. كذلك تندرج الأقليات الإثنية الموجودة في المناطق الحدودية مع كل من بولندا وليتوانيا ولاتفيا وروسيا وأوكرانيا ضمن فئة منفصلة مرتبطة بالشتات البيلاروسي.
يعد اليهود البيلاروسيين مجموعة منفصلة من المهاجرين الذين ترجع أصولهم إلى بيلاروس. أقام هؤلاء مجتمعات هامة في الولايات المتحدة وإسرائيل.
ثمة نزعة للتقليل من عدد الأشخاص الذين يعتبرون أنفسهم بيلاروسيين بحسب ما تشير إليه الإحصاءات الرسمية.
تعد رابطة البيلاروسيون العالمية التي يقع مقرها في مينسك منظمة دولية تجمع تحت لوائها الأشخاص المنحدرين من أصول بيلاروسية من شتى أنحاء العالم. ما زالت حكومة جمهورية بيلاروسيا الديمقراطية قصيرة الأمد قائمة في المنفى منذ عام 1919. وهي بمثابة مركز لتوحيد البيلاروسيين النشطين سياسيًا في الخارج ولا سيما في أمريكا الشمالية وأوروبا الغربية.